# Megalneusaurus
Megalneusaurus es un género extinto representado por una única especie de plesiosauriano pliosauroide, que vivió durante el Kimmeridgiense, hace entre 156-152 millones de años, en el Jurásico superior, que vivió en el mar de Sundance en lo que hoy es Estados Unidos.

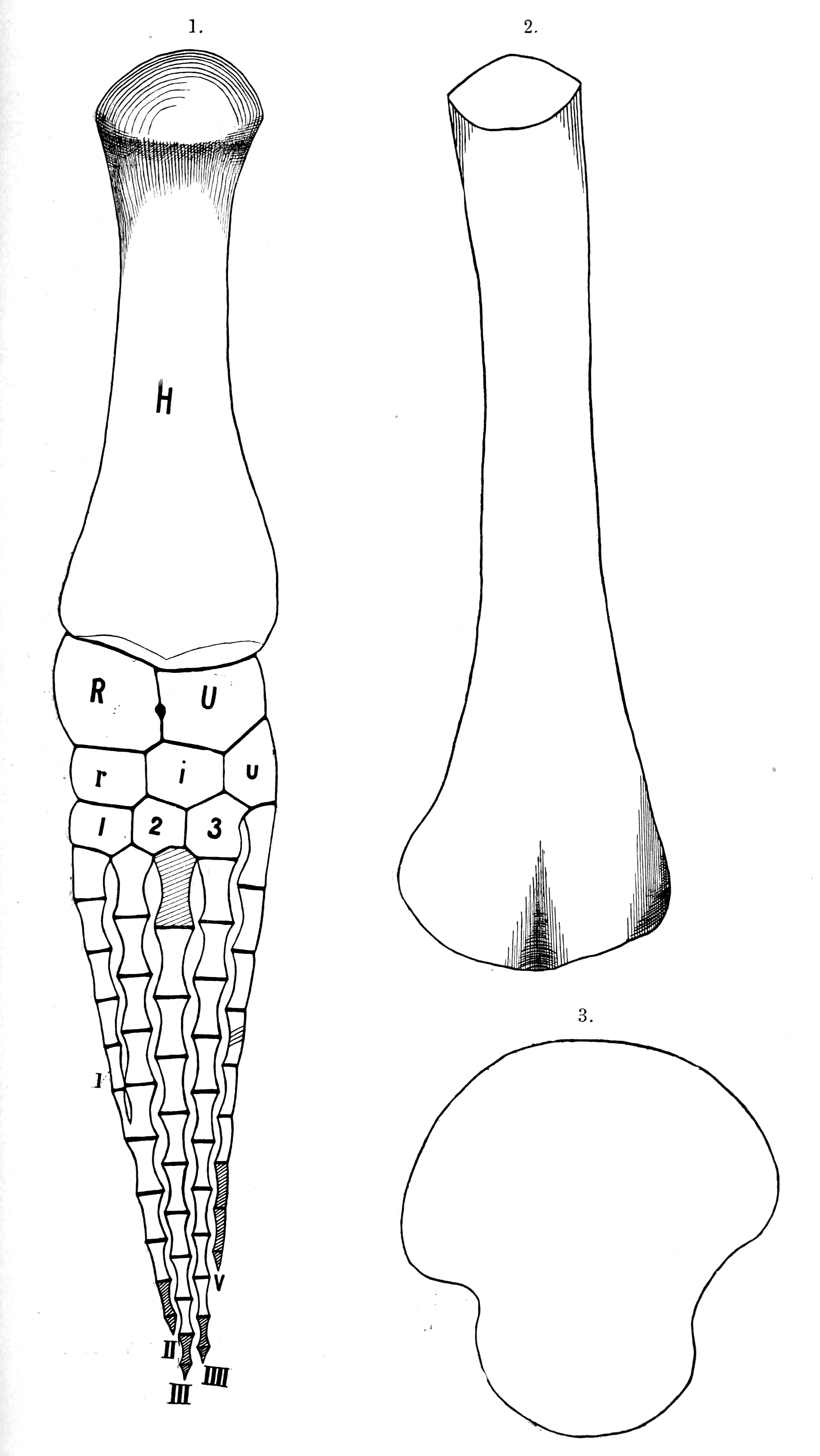
Ilustración de algunos de los fósiles del holotipo.

El género y especie tipo están basados en costillas, vértebras, una aleta delantera y fragmentos de la cintura escapular descubiertos en Wyoming en 1895. La especie fue nombrada como Megalneusaurus rex (que significa "gran lagarto rey nadador") en 1898.
Una parte del material original se perdió desde entonces, pero una expedición más reciente ha recuperado nuevos fósiles descubiertos en el mismo sitio. Basándose en el gran tamaño de los huesos hallados, parece que llegaba a alcanzar un tamaño comparable al de Liopleurodon. 
Material descubierto en el sur de Alaska han sido referidos a Megalneusaurus, aunque este hallazgo proviene de un individuo de mucho menor tamaño.